# 新納克己
新納 克己（にいろ かつみ、1895年〈明治28年〉7月4日 - 1971年〈昭和46年〉3月14日）は、昭和時代の日本の外交官、弁理士。第二次世界大戦中に、マニラ総領事や外務省通商局長を務めた。

## 来歴
鹿児島県鹿児島市出身。新納家の養子になり、1916年（大正5年）第三高等学校二甲卒業。1919年（大正8年）に東京帝国大学工学部土木工学科卒業。1921年（大正10年）4月、鉄道省雇となり、同年11月、高等試験行政科試験に合格。同年12月、外務省嘱託となり臨時平和条約事務局に勤務。1922年（大正11年）東京帝国大学法学部政治学科卒業、外務事務官に任官。
在連合王国日本国大使館書記官等を経て、1935年（昭和5年）在シドニー領事。1937年（昭和12年）外務省通商局第二課長。1938年（昭和13年）外務省通商局第一課長。1940年マニラ総領事、日本赤十字社マニラ特別委員長。
1942年（昭和17年）に外務省通商局長を務めたのち、同年在タイ日本国大使館参事官に着任し、坪上貞二特命全権大使の下、日本軍進駐下のタイでの日タイ軍費交渉にあたった。
日本の降伏後、極東国際軍事裁判ではA級戦犯指定された東郷茂徳の補佐弁護人を務めた。1950年弁理士登録。1955年日米安全保障条約第3条に基く行政協定第26条による合同委員会の補助機関たる調停委員会日本政府代表。
日本国際連合協会理事、日本タイ協会評議員なども務めていたが、病気療養中の1971年に急性肺炎のため死去した。叙正四位。

## 著書
- 『国防と平和』国際聯盟協会、1924年。